# Boniface de Savoie (évêque)
Ne doit pas être confondu avec le comte Boniface de Savoie.
Le bienheureux Boniface de Savoie que l'on trouve aussi sous la forme Boniface de Cantorbéry, né vers 1207 et mort le 18 juillet 1270, est un prélat savoyard évêque de Belley (1232-1241), puis archevêque de Cantorbéry (1241-1270). Il est le fils du comte Thomas Ier de Savoie et Marguerite-Béatrice de Genève. Considéré pour sa beauté, elle lui vaut le surnom d'Absalom. Il est béatifié en 1839.

## Biographie

### Origine
Boniface de Savoie est le neuvième enfant et septième fils de Thomas Ier, comte de Maurienne et de Savoie, et de son épouse Marguerite de Genève,, ou le sixième pour les historiens Prieur et Vulliez ou encore le douzième enfant et fils selon la généalogie proposée par le site Sabaudia.org. Sa date de naissance étant inconnue cela peut expliquer les difficultés à le placer dans la fratrie des quatorze enfants,. Il appartient, par son père, à la dynastie des Humbertiens, à l'origine de la maison de Savoie, et descend par sa mère des comtes de Genève.
Il est destiné comme ses frères aînés Thomas, Guillaume et Pierre, de par leur rang, à l'état ecclésiastique, sans avoir été ordonné prêtre.

### Début de sa carrière ecclésiastique

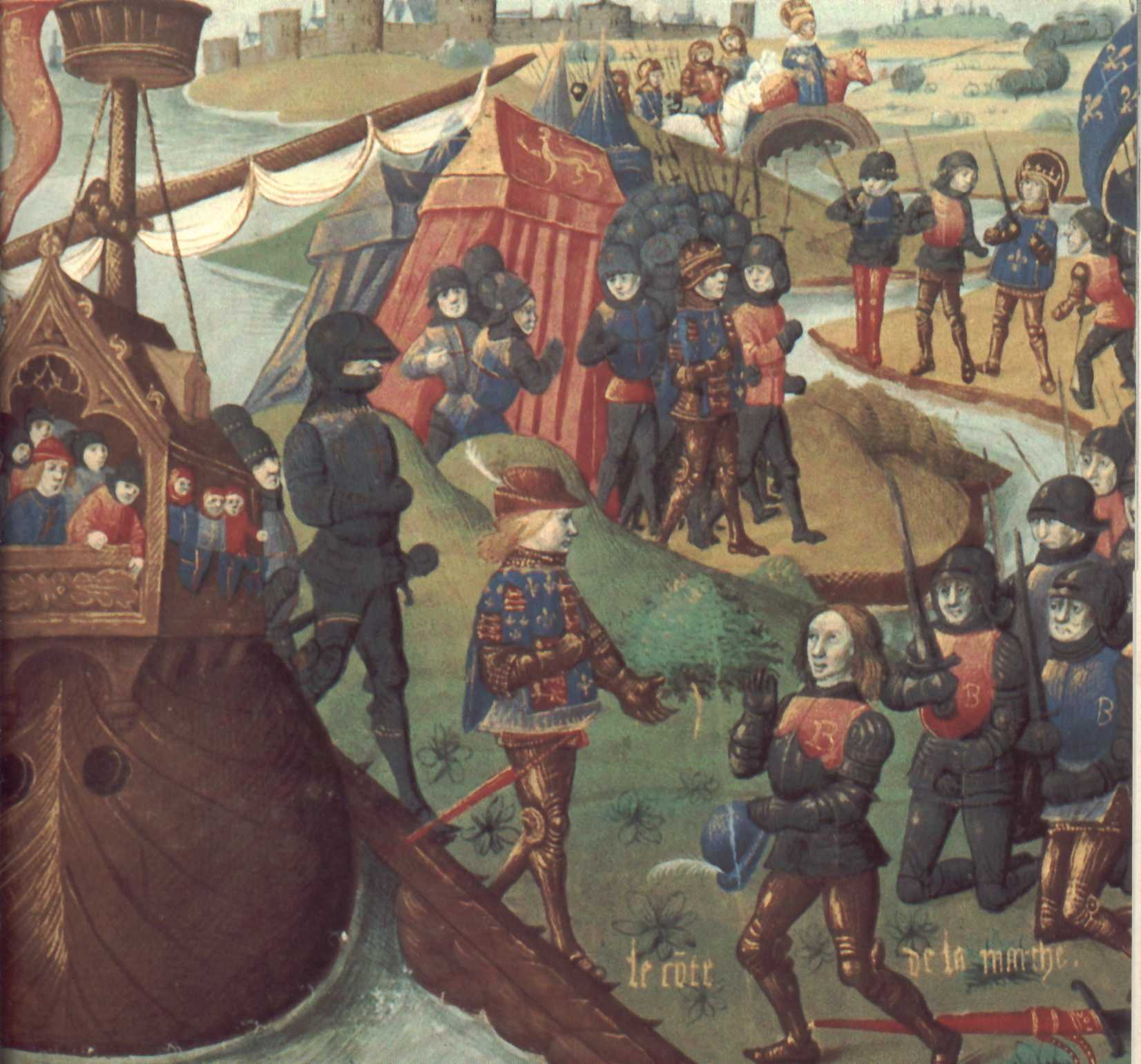
Arrivée d'Henri III d'Angleterre en Aquitaine. Boniface était l'oncle par alliance du roi.

Il commence sa carrière ecclésiastique auprès de l'ordre chartreux, dans le monastère fondateur de la Grande Chartreuse.
Il est nommé prieur, contre son gré, de Nantua, mais démissionne pour revenir dans son monastère de Chartreuse. En 1232, alors qu'il n'est pas encore fait sous-diacre, il est choisi pour devenir évêque de Belley. Sa candidature est appuyée par les prélats de la région, notamment les archevêques de Vienne et de Tarentaise, les évêques de Grenoble et de Maurienne.
En 1239, il reçoit l'administration de l'évêché de Valence, à la suite de la mort de son frère Guillaume, évêque de Valence.
En tant que fils du comte de Savoie, il reçoit en apanage à la mort de son père, en 1233, les terres de Rossillon, de Virieu-le-Grand en Bugey, le château et la châtellenie d'Ugine, plus tard, son frère le comte Amédée V lui donne le château et la châtellenie de Tournon (1252). À Ugine, il exerce ses fonctions seigneuriales en faveur de la population et contribua à la construction de murailles et de forteresses afin de défendre la cité des invasions guerrières.
À l'origine, plus enclin à une vie spirituelle, il avait renoncé à  ses possessions terrestres pour courir après celles du ciel, et se consacra à la pauvreté et la rigueur dans l'ordre des Chartreux. Il devra malgré lui se soustraire à cette vie monastique pour rejoindre Belley où il est nommé évêque en 1232. Il augmente les revenus de l'abbaye, la défend contre les seigneurs voisins et la place sous la protection du Saint-Siège.

### Archevêque en Angleterre

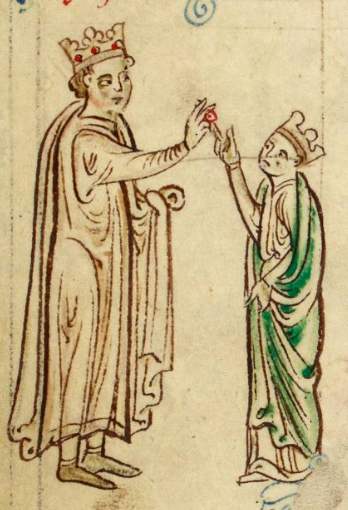
Éléonore de Provence et le roi d’Angleterre, Henri de Plantagenêt.

Son frère Guillaume, évêque de Valence, prépare le mariage de leur nièce, Éléonore de Provence avec le roi d’Angleterre, Henri de Plantagenêt,. Le contrat de mariage est signé en 1235 et Éléonore se rend, accompagnée de nobles dont les deux frères Pierre et Boniface représentant la maison de Savoie, en Angleterre pour rencontrer son futur époux. Le mariage est célébré dans la cathédrale de Cantorbéry en janvier 1236. Boniface sait se faire apprécier de son neveu Henri III Plantagenêt.
En 1241, le pape Célestin IV le nomme administrateur du diocèse de Valence en Dauphiné, mais est rapidement sollicité par Henri III pour prendre la suite de saint Edmond sur le siège archiépiscopal de Cantorbéry l'année suivante,,. Il arrive dans son nouveau diocèse en 1244. En 1245, il se trouve à Lyon pour le sacre d'Innocent IV. Boniface est néanmoins retenu par le nouveau pape Innocent IV pour d'importantes affaires. Il participe notamment au traité de mariage entre Charles d'Anjou (1227-1285), frère du roi Louis IX et Béatrice de Provence, une autre de ses nièces.
Ce n'est qu'en 1249 que le pape l'autorise enfin à rejoindre Cantorbéry « où il fut reçu avec toutes les démonstrations dues à sa naissance et à sa dignité » le 1er novembre.
En 1259, il occupe la régence du royaume en l'absence d'Henri III.
Boniface est rapidement rappelé à Rome par le pape, où il demeurera quelques années pendant lesquelles il peut se rendre en Savoie. Il retourne à nouveau en Angleterre et siège alors au Conseil des Quinze. Organisateur du concile de Lambeth en 1261, pour établir en règlement qui garantit la liberté de l'Église contre les entreprises du roi et des juges séculiers, Boniface s'oppose alors à Henri III. Il se ralliera au roi lors de la Seconde Guerre des barons en 1262.

### Fin de vie  et béatification
Boniface rentre en Savoie en 1267, et manifeste une maladie de gravelle deux ans après. Il meurt le 18 juillet 1270 au  château de Saint-Hélène-des-Millières. Des auteurs du XIXe siècle et du début du  XXe siècle mentionnent, par confusion, Sainte-Hélène-du-Lac. Toutefois, lors de la 13e session du Congrès des Sociétés savantes savoisiennes (1895) :
« M. Mugnier, dans l'ouvrage précité, et M. le chanoine Ducis, dans la Revue Savoisienne de 1884, prouvent surabondamment que ce fut bien à Sainte-Hélène-sur-Isère et non à Sainte-Hélène-du-Lac, que mourut saint Boniface de Cantorbéry. »

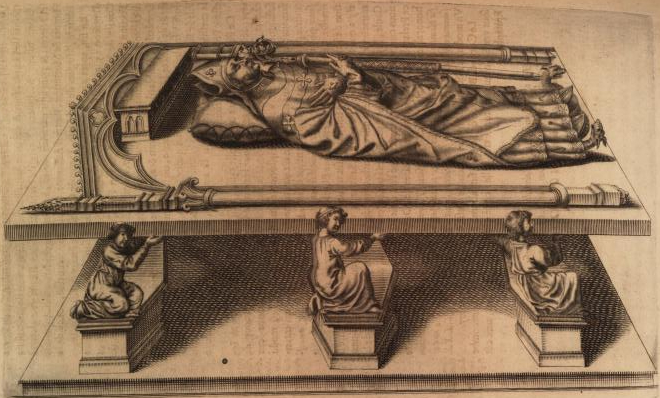

Son corps est transporté dans la nécropole de la maison de Savoie à l'abbaye d'Hautecombe. Sa tombe en bronze a été l'objet de nombreux cultes jusqu'à sa destruction par les troupes révolutionnaires en 1792. Elle a été reconstruite en 1826 par le roi Charles-Félix de Savoie.
Le bienheureux Boniface de Savoie est béatifié par le pape Grégoire XVI en 1839, en même temps qu'un autre membre de la maison de Savoie, Louise de Savoie († 1503). Il est célébré le 14 juillet, en Savoie (archidiocèse de Chambéry, Maurienne et Tarentaise et diocèse d'Annecy).